# Розвел (Њу Мексико)
Розвел (енгл. Roswell) град је у америчкој савезној држави Њу Мексико.

## Демографија
По попису из 2010. године број становника је 48.366, што је 3.073 (6,8%) становника више него 2000. године.
| Група             | 2000.          | 2010.          |
| Белци             | 23.063 (50,9%) | 20.296 (42,0%) |
| Афроамериканци    | 1.117 (2,5%)   | 1.189 (2,5%)   |
| Азијати           | 293 (0,6%)     | 355 (0,7%)     |
| Хиспаноамериканци | 20.084 (44,3%) | 25.832 (53,4%) |
| Укупно            | 45.293         | 48.366         |